# العلاقات السيراليونية الموريتانية
العلاقات السيراليونية الموريتانية هي العلاقات الثنائية التي تجمع بين سيراليون وموريتانيا.

## مقارنة بين البلدين
هذه مقارنة عامة ومرجعية للدولتين:
| وجه المقارنة                                              | سيراليون       | موريتانيا                 |
| --------------------------------------------------------- | -------------- | ------------------------- |
| المساحة (كم2)                                             | 71.74 ألف      | 1.03 مليون                |
| عدد السكان (نسمة)                                         | 7.56 مليون     | 4.42 مليون                |
| الكثافة السكانية (ن./كم²)                                 | 105.38         | 4.29                      |
| العاصمة                                                   | فريتاون        | نواكشوط                   |
| اللغة الرسمية                                             | لغة إنجليزية   | اللغة العربية، لغة فرنسية |
| العملة                                                    | ليون سيراليوني | أوقية موريتانية، أوقية ‏   |
| الناتج المحلي الإجمالي (بليون دولار)                      | 3.77 مليار     | 5.02 مليار                |
| الناتج المحلي الإجمالي (تعادل القوة الشرائية) بليون دولار | 10.13 مليار    |                           |
| الناتج المحلي الإجمالي الاسمي للفرد دولار أمريكي          | 653            |                           |
| الناتج المحلي الإجمالي للفرد دولار أمريكي                 | 1.97 ألف       | 3.91 ألف                  |
| مؤشر التنمية البشرية                                      | 0.413          | 0.506                     |
| رمز المكالمات الدولي                                      | +232           | +222                      |
| رمز الإنترنت                                              | .sl            | .mr                       |
| المنطقة الزمنية                                           | 00             | 00                        |

## منظمات دولية مشتركة
يشترك البلدان في عضوية مجموعة من المنظمات الدولية، منها:
| علم المنظمة | اسم المنظمة                                 | تاريخ انضمام سيراليون | تاريخ انضمام موريتانيا |
| ----------- | ------------------------------------------- | --------------------- | ---------------------- |
|             | البنك الإفريقي للتنمية                      | ?                     | ?                      |
|             | منظمة التعاون الإسلامي                      | ?                     | ?                      |
|             | منظمة الشرطة الجنائية الدولية               | ?                     | ?                      |
|             | الاتحاد البريدي العالمي                     | ?                     | ?                      |
|             | الاتحاد الأفريقي                            | ?                     | 25 مايو 1963           |
|             | منظمة التجارة العالمية                      | ?                     | 31 مايو 1995           |
|             | مؤسسة التنمية الدولية                       | 13 نوفمبر 1962        | 10 سبتمبر 1963         |
|             | مؤسسة التمويل الدولية                       | 10 سبتمبر 1962        | 29 ديسمبر 1967         |
|             | منظمة حظر الأسلحة الكيميائية                | ?                     | ?                      |
|             | الأمم المتحدة                               | 27 سبتمبر 1961        | 27 أكتوبر 1961         |
|             | الاتحاد الدولي للاتصالات                    | 30 ديسمبر 1961        | 18 أبريل 1962          |
|             | البنك الدولي للإنشاء والتعمير               | 10 سبتمبر 1962        | 10 سبتمبر 1963         |
|             | مجموعة دول أفريقيا والكاريبي والمحيط الهادئ | ?                     | ?                      |
|             | المركز الدولي لتسوية المنازعات الاستشارية   | 14 أكتوبر 1966        | 14 أكتوبر 1966         |
|             | وكالة ضمان الاستثمار متعدد الأطراف          | 20 يونيو 1996         | 8 سبتمبر 1992          |
|             | يونسكو                                      | 28 مارس 1962          | 10 يناير 1962          |